# Вукашин Биволаревић
Вукашин Биволаревић Волф (Карловчић, код Пећинаца, 6. октобар 1921 — Нови Сад, 20. април 2009) био је учесник Народноослободилачке борбе, пуковник ЈНА и друштвено-политички радник САП Војводине.

## Биографија
Рођен је 6. октобра 1921. у Карловчићу, код Пећинаца. Потицао је из земљорадничке породице. Његов отац Љуба Биволаревић, заробљен је као Аустроугарски војник у Галицији, током Првог светског рата. Као заробљеник, прикључио се бољшевицима и 1917. учествовао у Октобарској револуцији. Био је командир вода у Југословенском црвеном коњичком пуку.
Вукашин је након завршетка основне школе, уписао подофицирску школу Југословенске војске. Након Априлског рата и окупације Југославије, 1941. вратио се у Карловчић, где се прикуљчио Народноослободилачком покрету (НОП).
Од јула 1943. био је командант Другог батаљона Првог сесмског одреда, са којим је вршио разне двиерзантске акције и нападе на окупаторске и усташке патроле и посаде у Срему, на простору од Фрушке горе до Саве. Командан Трећег батаљона био је Влада Обрадовић Камени, па су обојица постали познати партизански команданти и симболи непосредне народне војске. Када је у лето 1943. Главни штаб НОВ и ПО Војводине формирао Официрску школу, као предратни подофицир Југословенској војсци био је један од њених предавача.
Крајем августа 1943. Главни штаб НОВ и ПО Војводине успоставио је контакт са немачким окупатором из Руме, око размене немачких заробљника, који су ухваћени у заседи код Нештина. За преговоре са Немцима одређен је Вукашин Биволаревић, који је због своје способнисти храбрости добио партизанско име Волф (Вук на немачком језику). Приликом преговора, вођених у Руми, Волф је договорио замену 28 заробљених немачких војника, за 64 талаца и ухапшених активиста НОП, који су се налазили у немачком и усташком заробљеништву у Руми. Размена је извршена 2. септембра 1943. на месту Јазачки гату, на пола пута између Руме и Стејановаца.
Неке од познатијих акција Волфа и његовог Другог батаљона биле су оне из јесени 1943. године. Најпре је 15. новембра његов батаљон, у садејству са батаљоном Владе Обрадовића, извршио напад на припаднике немачке полиције и фолксдојчере у Обрежу, када је заузета зграда школе и изврешен претрес немачких кућа, у којима је заробљена већа количина наоружања и војне опреме. На путу Ашања—Обреж Други батаљон је 29. новембра направио заседу у коју је упала група од 37 немачких војника, од чега је 21 убијен. На Волфову иницијативу, његови борци су 18. децембра у рејону Ашање из свих оружја отоворили ватру на усташки авион типа СИМ-10, који је вукао једрилицу. Погођен са више погодака, авион се морао принудно спустити на просотору између Бољеваца и Јакова, а том приликом заплењена је већа количина војне опреме. Два дана касније, 20. децембра борци Другог батаљона поставили су поново заседу на путу Ашања—Обреж, у коју је упала група од 60 немачких и усташких војника и жандарма. Изненадном ватром убијено је неколико војника, док су се остали повукли, ка Обедској бари, где је одређени број њих страдао. У помоћ им је убрзо стигла колона од 150 војника из Земуна, али је и њима батаљон направио заседу у којој их је разбио. У ове две акције укупно страдало је укупно 62 немачких војника.
Волфов батаљон који је сваким даном растао, послужио је као основа за формирање Шесте војвођанске ударне бригаде, јануара 1944. године. Први командант бригаде био је Жарко Самарџић Баћа, а Волф је постављен за команданта Првог батаљона. Почетком марта 1944. Шеста бригада ушла је у састав 36. војвођанске дивизије НОВЈ, али је и даље остала да дејствује у Срему. У току мартовске офанзиве немачких и усташко-домобранских снага на партизанске снаге у Босутској шуми, Волфов батаљон се заједно са Главним штабом НОВ и ПО Војводине, Четвртом бригадом и Другим сремским одредом, пребацио преко Саве у источну Босну, где је 22. марта ушао у састав Пете војвођанске ударне бригаде, као њен Пети батаљон.
У борбама вођеним 25. априла 1944. против делова немачког 27. СС пука, потпомогнутих једним домобранским пуком, на путу Зворник—Тузла, јединице Првог и Петог батаљона Пете војвођанске ударне бригаде, имале су више мртвих и рањених бораца, а том приликом рањен је и командант Петог батаљона Вукашин Биволаревић. Након опоравка, није враћен на стару дужност, већ је стављен на располагање Штабу бригаде, а касније постављен за команданта Трећег батаљона. Борци Петог батаљона, који су са Волфом ратовали у Срему и којима је био командант од формирања батаљона јула 1943. тешко су прихватили чињеницу да он више није командант њиховог батаљона. Крај рата 15. маја 1945. дочекао је у околини Дравограда на дужности начелника Штаба штаба 36. војвођанске дивизије. 
Након ослобођења наставио је војну каријеру у Југословенској народној армији (ЈНА), где је имао чин пуковника. Након пензионисања, био је активан у Савезу резервних војних старешина (СРВС). Од 1982. био је члан Председништва Савеза резервних војних старешина Војводине, а од априла 1982. до априла 1983. његов председник.
Умро је 20. априла 2009. у Новом Саду, где је и сахрањен.